# Erik Pontoppidan den äldre
Erik Eriksen Pontoppidan, född den 21 januari 1616, död den 12 juni 1678, var en dansk-norsk biskop, farbror till Ludvig Pontoppidan.
Pontoppidan blev präst i Kjöge 1665 och utnämndes till biskop i Trondhjem 1673. Han gjorde sig bemärkt som teologisk författare, men mest genom sin Grammatica danica (1668), den första tryckta danska grammatiken, som vittnar om grundlig bekantskap med språket och skarpsinne i behandlingen av det dittills föga odlade ämnet. Han framkom redan då med förslag till rättskrivning, vilka först två hundra år senare vann tillämpning. Genom att översätta Luthers lilla katekes till samiska gjorde Pontoppidan det första försöket att använda samiskan som skriftspråk.